# 先锋街道 (盐城市)
先锋街道，是中华人民共和国江苏省盐城市亭湖区下辖的一个乡镇级行政单位。

## 行政区划
先锋街道下辖以下地区：
剧场路社区、新街社区、幸福路社区、北城路社区、先锋社区、建新社区、莲花路社区、越河路社区、健康路社区、东仓路社区、声远路社区、江动社区、东河村和城西村。